# Lista de presidentes do Suriname
O presidente do Suriname é o chefe de Estado e de governo da República do Suriname, além de presidente do Conselho de Estado e do Conselho de Segurança do país. Acumula também o comando supremo das forças armadas, e é o responsável constitucional pelas relações exteriores e a promoção do desenvolvimento da ordem legal internacional do país.
O cargo foi criado em 1975, logo após a independência do Suriname dos Países Baixos. O primeiro presidente, Johan Ferrier governou até 1980, tendo anteriormente servido como Governador-Geral do Suriname colonial desde 1968. Nesta época, o cargo de presidente eram meramente simbólico, sendo o poder executivo, na prática, exercido pelo primeiro-ministro Henk Chin A Sen. Em 1980, um golpe de estado liderado pelo sargento Dési Bouterse tomou o poder do país, depondo o presidente e o primeiro-ministro, apontando Henk como sucessor de Ferrier na presidência. Durante a ditadura militar, as pessoas que ocuparam a cadeira presidência eram apenas indicações de Bouterse, desprovidos de grandes poderes. Em 1987, foi referendada e aprovada uma nova constituição para o país que, apesar de redemocratizar o país, mantinha Bouterse como comandante do exército, com poderes tais que em 1990, ele demitiu o então presidente Ramsewak Shankar no que ficou conhecido como ''Golpe do Telefone''. A Guerra Civil do Suriname diminuiu o poder do exército na década de 1990 e restaurou, de fato, a democracia em grande parte do país. Bouterse voltou ao poder ao ser eleito e reeleito presidente em 2010 e 2015. Desde 16 de julho de 2025, Jennifer Simons ocupa o cargo, sendo a primeira mulher eleita presidente na história do Suriname.

## Eleição
Segundo a constituição de 1987, o presidente e o vice-presidente são eleitos pela Assembleia Nacional do Suriname para um mandato de cinco anos de duração. A elegibilidade para os cargos de presidente e vice-presidente são as seguintes:
- ter nacionalidade surinamesa;
- ter mais de 30 anos de idade;
- ter direito ao voto e direito a ser eleito;
- não ter violado a constituição;
- antes de sua candidatura, ter principal e atual residência no Suriname por, no mínimo, 6 anos.

O presidente e o vice também não podem exercer cargos políticos, participar de sindicatos ou ter qualquer outra profissão, além de não poderem participar direta ou indiretamente de nenhuma concessão ou empresa de qualquer natureza que seja surinamesa ou esteja operando no país. O presidente também não pode ser casado ou ter qualquer parentesco sanguíneo de até duas gerações com o vice-presidente, os ministros, membros do Conselho de Estado, entre outros integrantes do governo.

## Lista dos presidentes
Partidos:
      Partido Nacionalista Republicano       Partido da Reforma Progressista       Partido Nacional do Suriname       Partido Democrático Nacional       Partido Básico para Renovação e Democracia       Fraternidade e Unidade na Política
| Nº | Retrato      | Retrato | Nome (Nascimento–Falecimento)       | Mandato                | Mandato                | Tempo no cargo (em anos e dias) | Partido político                 | Vice-presidente   | Vice-presidente     |
| -- | ------------ | ------- | ----------------------------------- | ---------------------- | ---------------------- | ------------------------------- | -------------------------------- | ----------------- | ------------------- |
| 1  |              |         | Johan Ferrier (1910–2010)           | 25 de novembro de 1975 | 13 de agosto de 1980   | 4 anos e 262 dias               | Independente                     | cargo inexistente | cargo inexistente   |
| 2  |              |         | Hendrick Chin A Sen (1934–1999)     | 15 de agosto de 1980   | 4 de fevereiro de 1982 | 1 ano e 173 dias                | Partido Nacionalista Republicano | cargo inexistente | cargo inexistente   |
| 3  |              |         | Fred Ramdat Misier (1926–2004)      | 8 de fevereiro de 1982 | 25 de janeiro de 1988  | 5 anos e 351 dias               | Independente                     | cargo inexistente | cargo inexistente   |
| 4  |              |         | Ramsewak Shankar (1937–)            | 25 de janeiro de 1988  | 24 de dezembro de 1990 | 2 anos e 333 dias               | Partido da Reforma Progressista  |                   | Henck Arron         |
| ―  |              |         | Ivan Graanoogst Presidente interino | 24 de dezembro de 1990 | 29 de dezembro de 1990 | 5 dias                          | Partido Democrático Nacional     |                   | vago                |
| 5  |              |         | Johan Kraag (1913–1996)             | 29 de dezembro de 1990 | 16 de setembro de 1991 | 261 dias                        | Partido Nacional do Suriname     |                   | Jules Wijdenbosch   |
| 6  |              |         | Ronald Venetiaan (1937–)            | 16 de setembro de 1991 | 15 de setembro de 1996 | 4 anos e 365 dias               | Partido Nacional do Suriname     |                   | Jules Ajodhia       |
| 7  |              |         | Jules Wijdenbosch (1942–2025)       | 15 de setembro de 1996 | 12 de agosto de 2000   | 3 anos e 332 dias               | Partido Democrático Nacional     |                   | Pretaap Radhakishun |
| 8  |              |         | Ronald Venetiaan (1937–)            | 12 de agosto de 2000   | 12 de agosto de 2010   | 10 anos                         | Partido Nacional do Suriname     |                   | Jules Ajodhia       |
| 8  | Ram Sardjoe  |         | Ronald Venetiaan (1937–)            | 12 de agosto de 2000   | 12 de agosto de 2010   | 10 anos                         | Partido Nacional do Suriname     |                   |                     |
| 9  |              |         | Dési Bouterse (1945–2024)           | 12 de agosto de 2010   | 16 de julho de 2020    | 9 anos e 334 dias               | Partido Democrático Nacional     |                   | Robert Ameerali     |
| 9  | Ashwin Adhin |         | Dési Bouterse (1945–2024)           | 12 de agosto de 2010   | 16 de julho de 2020    | 9 anos e 334 dias               | Partido Democrático Nacional     |                   |                     |
| 10 |              |         | Chan Santokhi (1959–)               | 16 de julho de 2020    | 16 de julho de 2025    | 5 anos                          | Partido da Reforma Progressista  |                   | Ronnie Brunswijk    |
| 11 |              |         | Jennifer Simons (1953-)             | 16 de julho de 2025    | Atualmente             | 2 dias                          | Partido Democrático Nacional     |                   | Gregory Rusland     |